# Die Zukunft schweigt
Die Zukunft schweigt (Originaltitel: Time Squared) ist die 13. Folge der zweiten Staffel der US-amerikanischen Science-Fiction-Fernsehserie Raumschiff Enterprise – Das nächste Jahrhundert. Sie wurde in den Vereinigten Staaten über Syndication vermarktet und erstmals am 3. April 1989 auf verschiedenen Fernsehsendern ausgestrahlt. In Deutschland war sie zum ersten Mal am 20. März 1992 in einer synchronisierten Fassung im ZDF zu sehen.

## Handlung
Im Jahr 2365 bei Sternzeit 42679.2 trifft die Enterprise auf ein im All treibendes Shuttle. Da nirgends ein Raumschiff auszumachen ist, zu dem es gehört, wird es an Bord geholt. Dort stellt man fest, dass es sich um eines der eigenen Shuttles handelt, obwohl die alle vollzählig an Bord sind. Am Steuer des Shuttles findet man den bewusstlosen Captain Picard – der sich aber zugleich auf der Brücke der Enterprise befindet. Der zweite Picard wird auf die Krankenstation gebracht. Schiffsärztin Pulaski gibt ihm ein Stimulans, um ihn aufzuwecken, doch es hat den gegenteiligen Effekt und tötet ihn fast. Chefingenieur La Forge und der zweite Offizier Data bemerken, dass auch bei dem mysteriösen Shuttle die Dinge offenbar umgekehrt funktionieren. Es gelingt ihnen schließlich, auf das Logbuch zuzugreifen. Dabei stellen sie fest, dass das Shuttle aus der Zukunft stammt und sechs Stunden in der Zeit zurückgereist ist.
Die Auswertung des Logbuchs ergibt, dass die Enterprise auf eine Art Wirbel getroffen ist und dort zerstört wurde. Kurz zuvor hat Picard das Schiff mit einem Shuttle verlassen. Die Besatzung sucht nun nach einem Weg, um zu verhindern, dass sich diese Katastrophe erneut ereignen wird. Der Zukunfts-Picard ist inzwischen erwacht, doch er ist desorientiert und nicht ansprechbar. Dr. Pulaski vermutet, dass sich sein Zustand bessert, je näher er seiner eigenen Zeit kommt.
Plötzlich taucht ein Wirbel vor der Enterprise auf und droht sie zu verschlingen. La Forge muss den Warp-Antrieb aktivieren, um gegenzusteuern und die Position zu halten. Picard entscheidet sich zunächst für eine genauere Erforschung des Phänomens, doch als die Sogwirkung immer stärker wird, befiehlt er zunächst einen Fluchtkurs und als dies scheitert, will er den Wirbel mit Photonentorpedos zerstören. Auf beide Versuche reagiert der Wirbel unerwartet mit Energieentladungen, die die beiden Picards treffen. Offenbar hat der Wirbel ein besonderes Interesse an Picard. Der Captain erkennt, dass sein Zukunfts-Ich vorhatte, mit seinem Shuttleflug die Aufmerksamkeit auf sich zu lenken und der Enterprise die Flucht zu ermöglichen.
Picard begibt sich nun zu seinem Doppelgänger auf der Krankenstation. Der Zukunfts-Picard ist mittlerweile wieder geistig klar, doch er scheint nicht willens, die Situation zu diskutieren, sondern scheint davon besessen, seinen ursprünglichen Plan erneut auszuführen. Ihm ist klar, dass der Wirbel ihn als das Gehirn der Enterprise ansieht und nur ihn will. Er will daher unbedingt ins Zentrum des Wirbels fliegen. Er deutet zwar an, dass es noch eine andere Möglichkeit zur Rettung des Schiffs gäbe, doch die hält er für wenig aussichtsreich. Die beiden begeben sich zum Shuttlehangar, doch der Gegenwarts-Picard zweifelt am Erfolg und glaubt, dass ein erneuter Shuttleflug wieder zur Zerstörung der Enterprise führen wird. Da sich der Zukunfts-Picard von seinem Plan nicht abbringen lässt, muss der Gegenwarts-Picard ihn letztlich niederschießen. Schließlich wird Picard klar, welche zweite Option sein Doppelgänger gemeint haben könnte: Statt eines Shuttles soll die komplette Enterprise ins Zentrum des Wirbels fliegen. Er befiehlt umgehend einen entsprechenden Kurs und tatsächlich gelingt es, das Schiff auf diese Weise zu befreien. Der Zukunfts-Picard und sein Shuttle verschwinden daraufhin, als hätten sie nie existiert.

## Besonderheiten

### Verbindungen zu anderen Star-Trek-Produktionen
Als mögliche Erklärungen für die Zeitreise des Shuttles werden verschiedene Ideen aus früheren Star-Trek-Produktionen diskutiert, darunter ein Slingshot-Manöver, das in mehreren Folgen von Raumschiff Enterprise und im Spielfilm Star Trek IV: Zurück in die Gegenwart angewendet wurde, das Eingreifen des Reisenden aus Folge 1.06 (Der Reisende) von Raumschiff Enterprise – Das nächste Jahrhundert und Dr. Manheims Zeitexperimente aus Folge 1.24 (Begegnung mit der Vergangenheit) von Raumschiff Enterprise – Das nächste Jahrhundert.
In Folge 3.22 (Der Sammler) von Raumschiff Enterprise – Das nächste Jahrhundert ist ein Gemälde von Data zu sehen, das den Flug der Enterprise durch den Wirbel aus Die Zukunft schweigt wiedergibt.

### Sonstiges
Das Shuttle El-Baz ist nach dem ägyptisch-amerikanischen Geologen und NASA-Wissenschaftler Farouk El-Baz benannt.

## Produktion

### Drehbuch
Die Zukunft schweigt war die erste Drehbuchvorlage von Kurt Michael Bensmiller, die in der Serie umgesetzt wurde. Er legte zuvor bereits eine Idee mit dem Titel The Storyteller vor, die allerdings erst 1993 in Star Trek: Deep Space Nine verfilmt werden sollte (Folge 1.14, Die Legende von Dal'Rok).
Das Drehbuch trug die Arbeitstitel Time to the Second und Twist of Fate.
Maurice Hurley hatte ursprünglich vor, dass Q für den Energiewirbel verantwortlich ist und sich am Ende der Folge zu erkennen gibt. Die Handlung von Die Zukunft schweigt hätte demnach direkt in die Folge Zeitsprung mit Q übergeleitet. Star-Trek-Schöpfer Gene Roddenberry lehnte diese Idee jedoch ab, da er nicht wollte, dass es eine zu enge Bindung zwischen zwei Episoden gab. Hurley war mit dieser Entscheidung sehr unzufrieden und meinte, dass einige Handlungselemente (etwa der Flug ins Zentrum des Wirbels) einfach keinen Sinn ergeben, wenn nicht Q im Hintergrund die Fäden zieht.

### Darsteller
Die Hauptfigur Wesley Crusher (Wil Wheaton) hat in dieser Folge keinen Auftritt.

### Effekte
Der Flug der Enterprise durch den Wirbel wurde in Folge 6.26 (Angriff der Borg, Teil I) von Raumschiff Enterprise – Das nächste Jahrhundert für den Flug durch einen Transwarp-Kanal wiederverwendet.

## Rezeption
Keith DeCandido bewertete Die Zukunft schweigt 2011 auf tor.com als äußerst schlechte Folge von Raumschiff Enterprise – Das nächste Jahrhundert, in der nichts einen Sinn ergibt. Die Auswirkungen der Zeitreise auf die Technik des Shuttles und die menschliche Biologie widersprechen allen früheren in Star Trek gezeigten Zeitreise-Geschichten. Die Besessenheit des Zukunfts-Picard, die Enterprise zu verlassen, und seine Weigerung, über die drohende Katastrophe zu reden, wirken unverständlich. Welche Art von Intelligenz hinter dem Wirbel steckt und warum sie ein besonderes Interesse an Picard hat, wird nicht aufgeklärt.